# Mexichromis antonii
Mexichromis antonii is een zeenaaktslak die behoort tot de familie van de Chromodorididae. Deze slak komt voor in het oosten van de Grote Oceaan, voornamelijk langs de kusten van Mexico tot Costa Rica en Panama, op een diepte tot 25 meter.
De slak heeft op de rug een lange, dorsale witte stippellijn, omzoomd met een brede roze en witte tot lichtblauwe band. De mantelrand is 2 dunne, tweekleurige lijnen: geel en paars tot zwart. De kieuwen en de rinoforen zijn roze met donkerpaarse toppen. De voet van de slak is vrij puntig en is tweekleurig: wit tot blauw en paars. Ze wordt, als ze volwassen is, zo'n 6 tot 12 mm lang.
De ontdekker van deze soort, de Duitse malacoloog Hans Bertsch, vernoemde deze soort naar zijn vriend Antonio J. Ferreira.